# Siewero-Hundoriwśkyj
Siewero-Hundoriwśkyj (ukr. Сєверо-Гундорівський, ros. Северо-Гундоровский) – osiedle typu miejskiego na Ukrainie, w obwodzie ługańskim.

## Historia
Osiedle typu miejskiego od 1958 roku.
W 1989 liczyło 2001 mieszkańców.
W 2013 liczyło 1108 mieszkańców.
Od 2014 roku jest pod kontrolą Ługańskiej Republiki Ludowej.